# Kvarteret Skansen

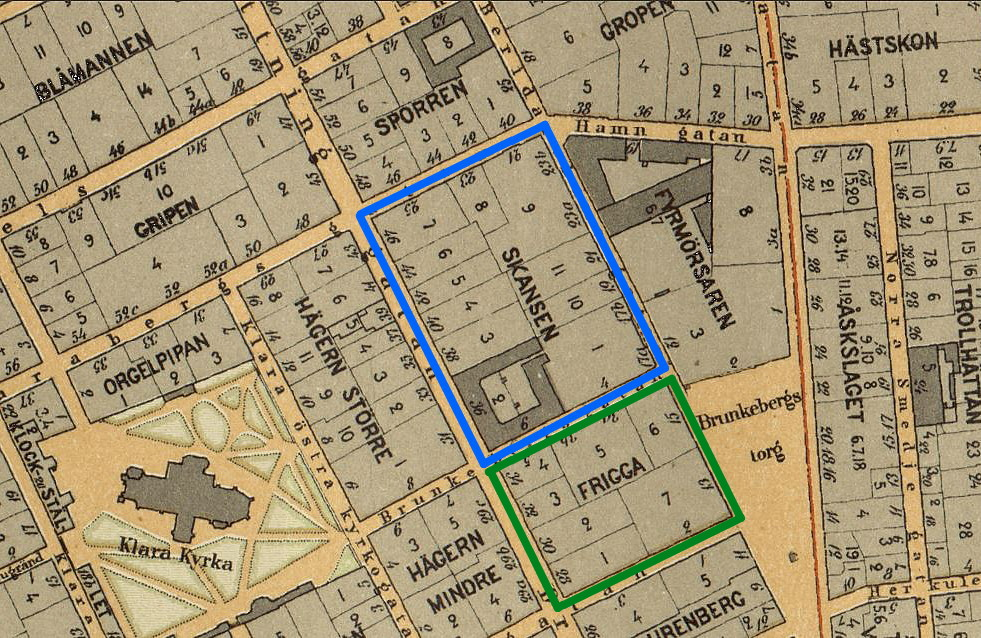
Kvarteren Skansen och Frigga 1899.

Skansen är ett kvarter på södra Norrmalm i centrala Stockholm. Kvarteret har en omväxlande historia. Det bildades redan på 1600-talets mitt och försvann på 1960-talet från Stockholms kartor i samband med Norrmalmsregleringen för att återuppstå på 1990-talet, då sammanslaget med södra grannkvarteret Frigga. I kvarteret finns några av Stockholms välkända byggnader, bland dem Kulturhuset, Stadsteatern och Riksbankshuset. Kvarteret omges idag av Sergels torg i norr, av Drottninggatan i väster, av Vattugatan i söder samt av Malmtorgsgatan, Brunkebergstorg och Malmskillnadsgatan i öster.

## Historik
Kvarteren på södra Norrmalm bildades i slutet av 1630-talet i anslutning till dagens Hötorget när Stockholms stadsplanering tog sin början och Klas Flemings strama rutnätsplan lades ut över området. Innan dess präglades Norrmalms bebyggda delar av stora oregelbundna kvarter och ett oplanerat virrvarr av slingrande gator och vattugränder. Gator och tomter hade växt spontant, strukturen var typisk för medeltida städer och fanns exempelvis på Stadsholmens inre delar. På 1650-talet hade utsättningsarbetena för de nya kvarteren nått området vid västra sluttningen av Brunkebergsåsen. Här blev det besvärligare att skapa nya rektangulära kvarter och man fick gräva sig fram genom åssluttningen. 
Anledningen till namnet ”Skansen” är okänd men har visst släktskap med intilliggande ”Fyrmörsaren” som fick sitt namn i slutet av 1640-talet. På Petrus Tillaeus karta från 1733 stavas kvartersnamnet Scantzen (nr 32) och flankerades av Sporren (nr 35) i norr och Frigga (nr 20) i söder. Skansen var ett av stadens större kvarter som kring sekelskiftet 1900 bestod av elva fastigheter och omgavs av Klarabergsgatan i norr, Beridarebansgatan i öster, Brunkebergsgatan i söder och Drottninggatan i väster. Frigga var något mindre och innehöll sju fastigheter. Det omnämns som kvartersnamn första gången på 1650-talet och var uppkallat efter Frigg i nordisk mytologi som gudarnas drottning och Asgårds härskarinna.

### Kvarteret genom tiden

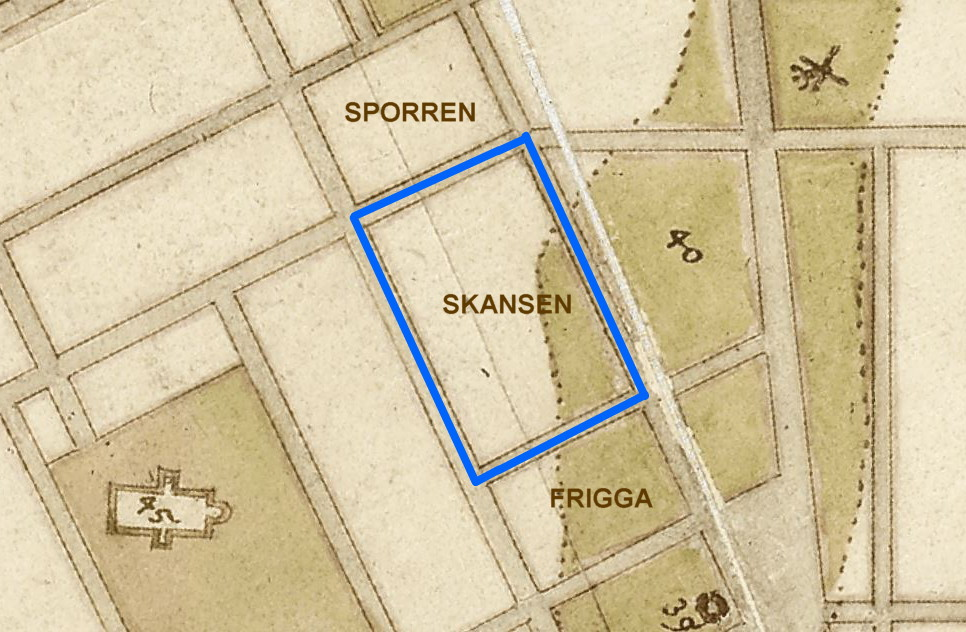
1645
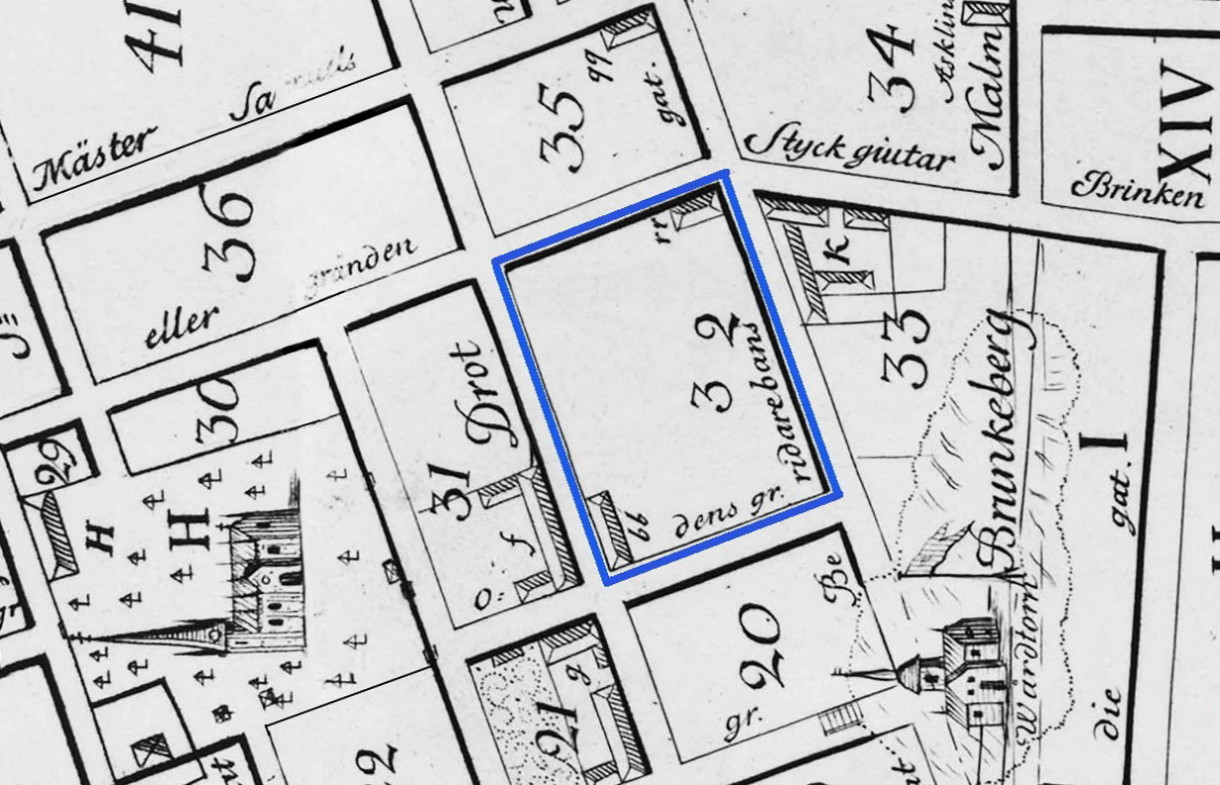
1733
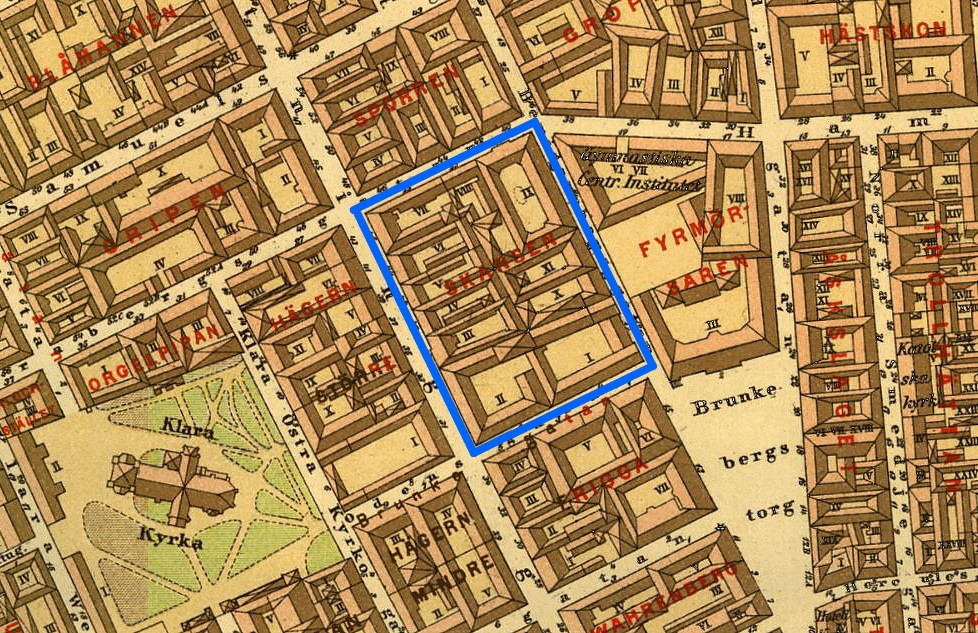
1885
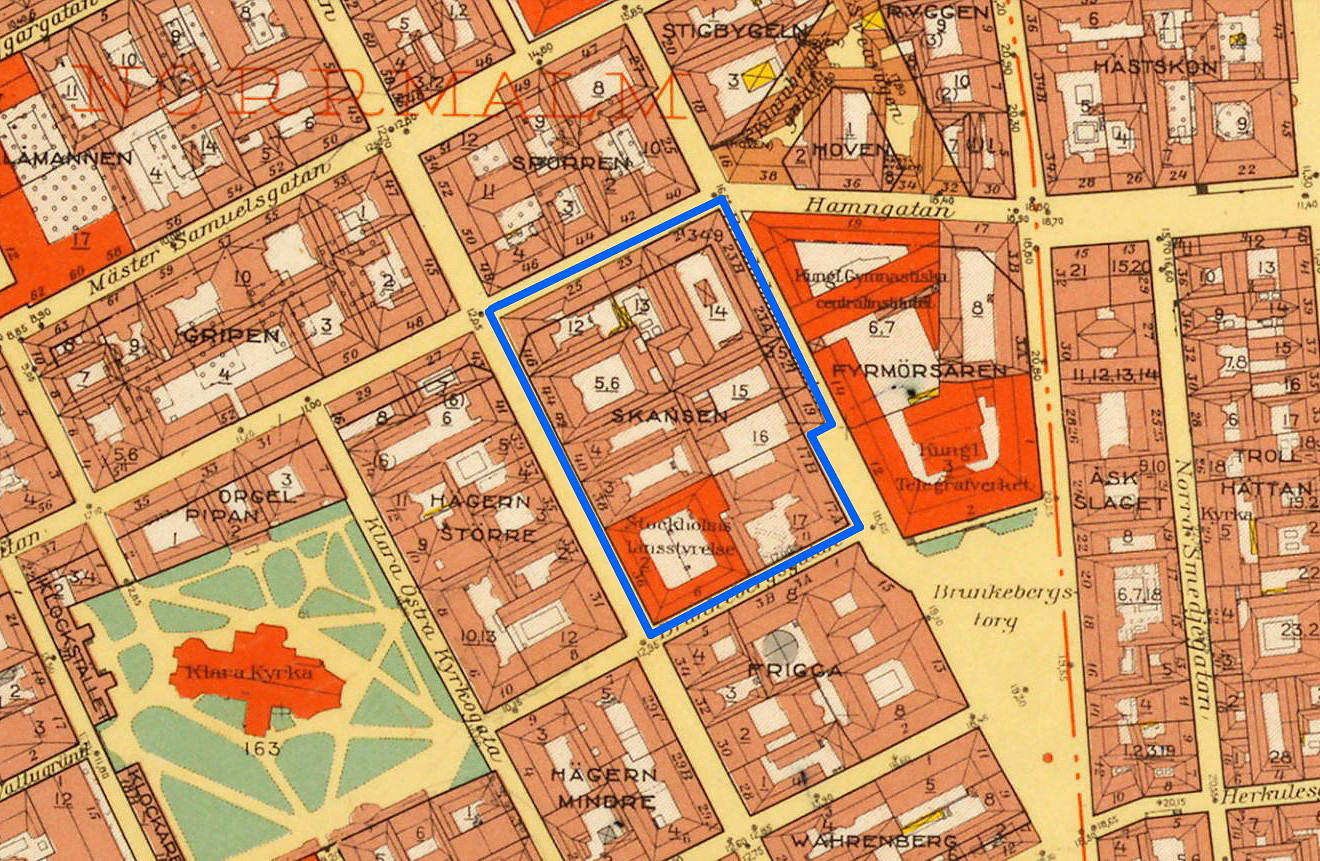
1940

## Kvarteret i förvandling

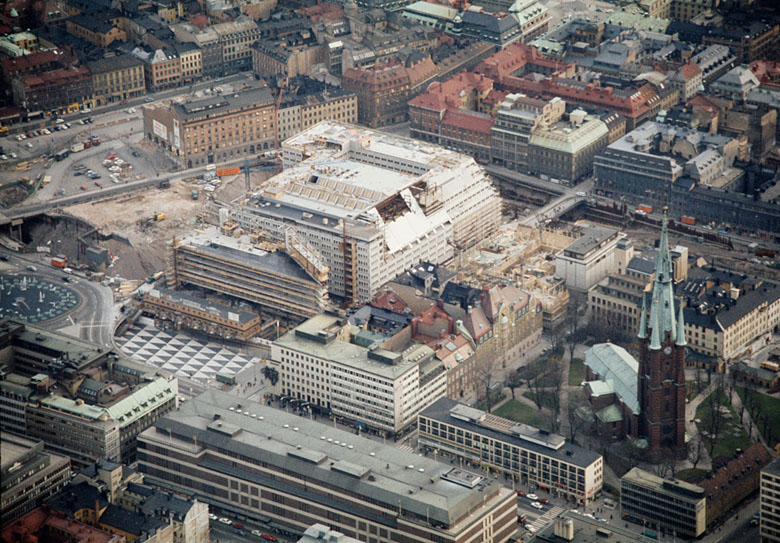
Skansen, Frigga och Hägern under förvandling, vy mot sydost, 28 oktober 1969

Skansen och Frigga behöll sin ursprungliga form och storlek i 300 år fram till 1950-talet då Norrmalmsregleringen skulle förvandla området på ett genomgripande sätt. Korsningen Drottninggatan / Klarabergsgatan var sedan 1800-talets mitt en av stadens centrala platser. Här låg mellan 1650 och 1797 vinkällaren Tre Tunnor och senare under 1900-talets första hälft Husmoderns varuhus. Lite längre in på Drottninggatan fanns det då välkända Hotel Regina. Mittemot, i kvarteret Hägern, hade Hôtel de Suède sina lokaler. 
I Skansens södra del stod det så kallade Preisiska huset som efter 1812 var säte för länsstyrelsen Stockholms län. På kvarteret Friggas sida mot Brunkebergstorg hade Hantverksföreningens hus, Hotell Gillet och Odéonteatern sina verksamheter.
När den första etappen i City-omdaningen började 1951 var en av de utlösande faktorerna att de västra och södra tunnelbanelinjerna skulle bindas samman via T-Centralen. Den andra etappen i City-omdaningen började 1964 och initierades av Klaratunneln som krävde omfattande rivning i Skansen och Frigga samt kvarteren däromkring.
Skansens och Friggas bebyggelse revs komplett och även deras kvartersnamn försvann från Stockholms kartor. De blev tillsammans med många andra innerstadskvarter en del av storkvarteret Beridarebanan. På Skansens norra del anlades Sergels torg och söder därom uppfördes Kulturhuset (Beridarebanan 35), Riksbankshuset (Beridarebanan 36) och hotellet Sergel Plaza (Beridarebanan 34). Det senare kom att uppta före detta Frigga. Efter önskemål från allmänheten återfick flera kvarter sina ursprungliga namn 1985, så även Skansen. Frigga försvann dock för gott.

## Historisk bebyggelse och verksamhet (urval)
Angivna fastighetsbeteckningar avser 1899 års tomtindelning.
- Preisiska huset (f.d. Skansen 2)
- Hotel Regina (f.d. Skansen 5 och 6)
- Husmoderns varuhus (f.d. Skansen 7)
- Tre Tunnor (f.d. Skansen 7)
- Linderoths urfabrik (f.d. Frigga 1)
- Hantverksföreningens hus (f.d. Frigga 6, 7)
- Hotel de la Croix (f.d. Frigga 6)
- Hotell Gillet (f.d. Frigga 6)
- Odéonteatern / Idéonteatern (f.d. Frigga 6)

### Historiska bilder

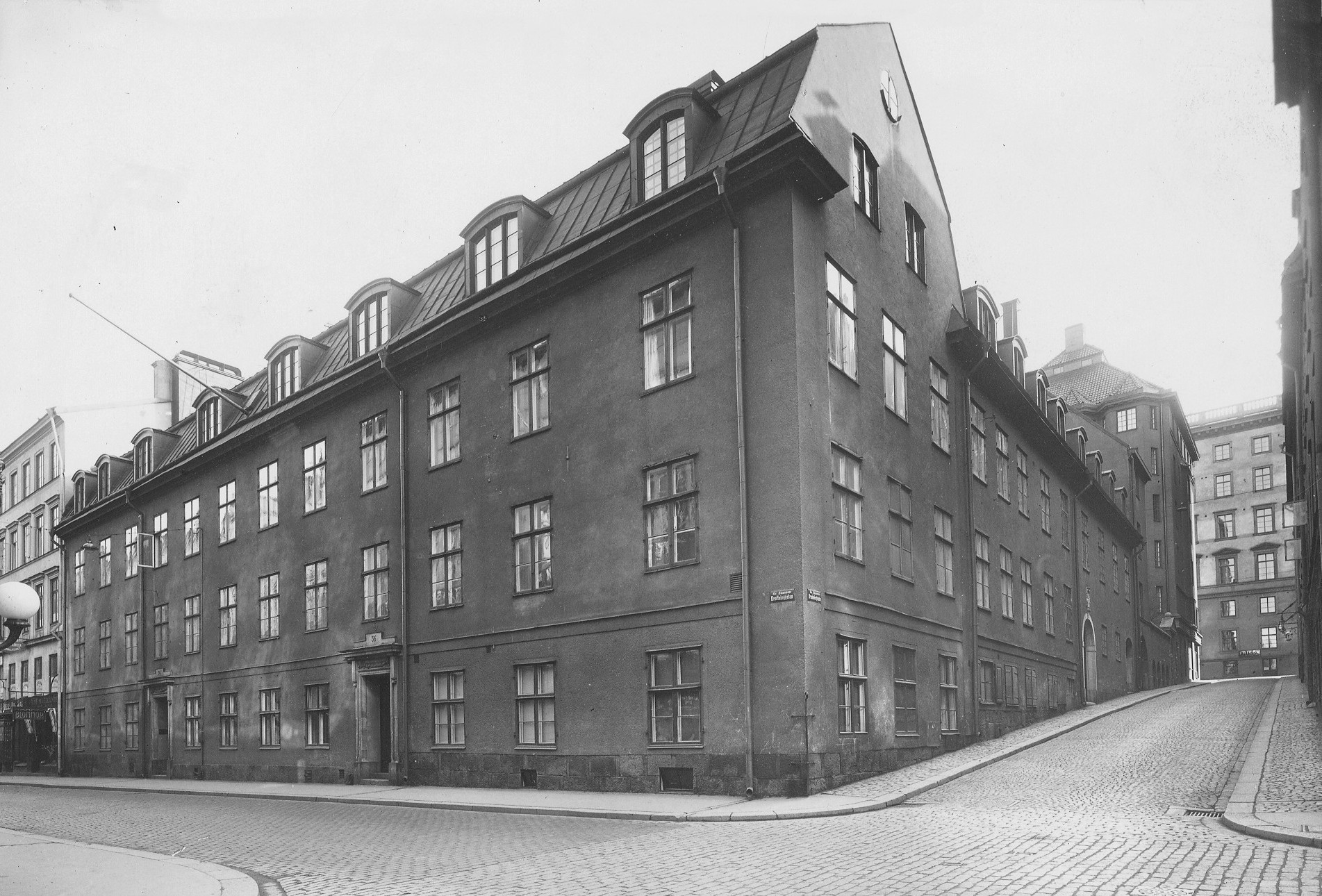
Preisiska huset, 1928 Drottninggatan 36.
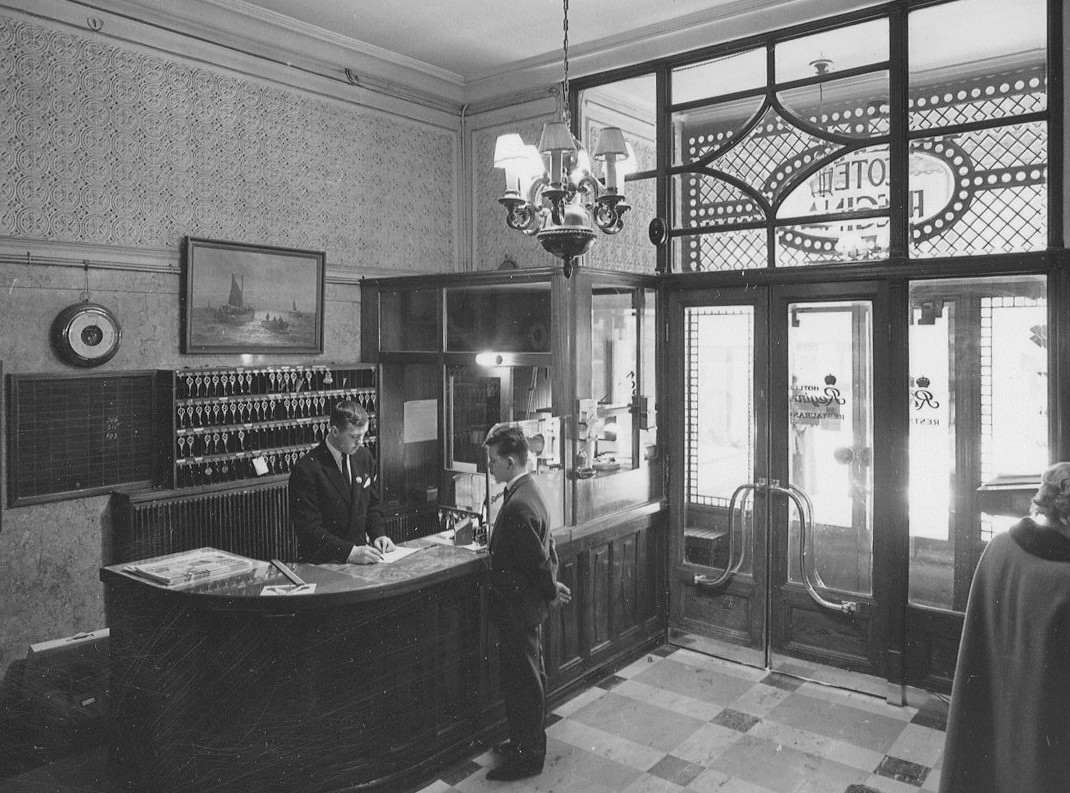
Hotel Regina, 1962 Drottninggatan 42-44.
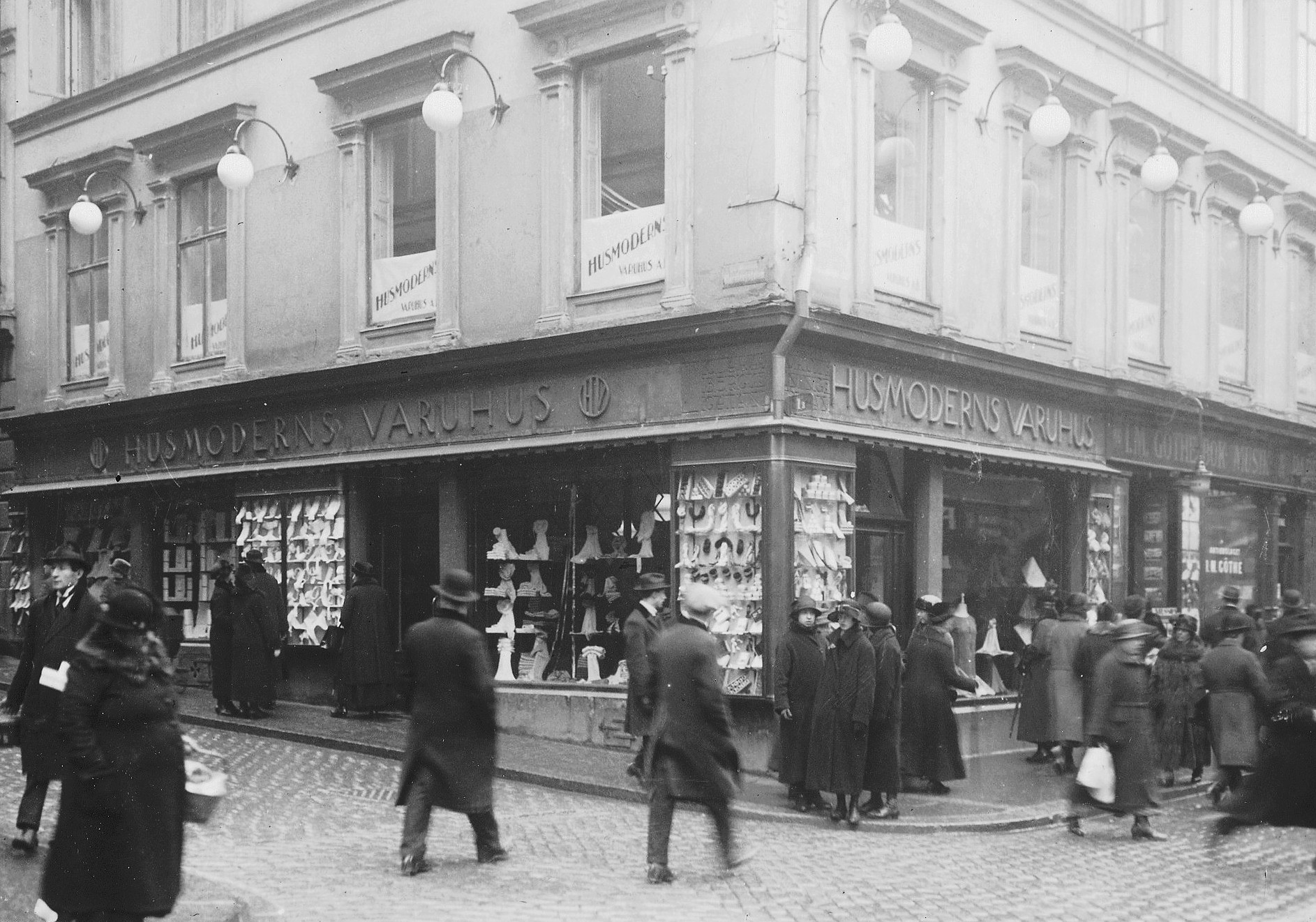
Husmoderns varuhus, 1928 Drottninggatan 46.
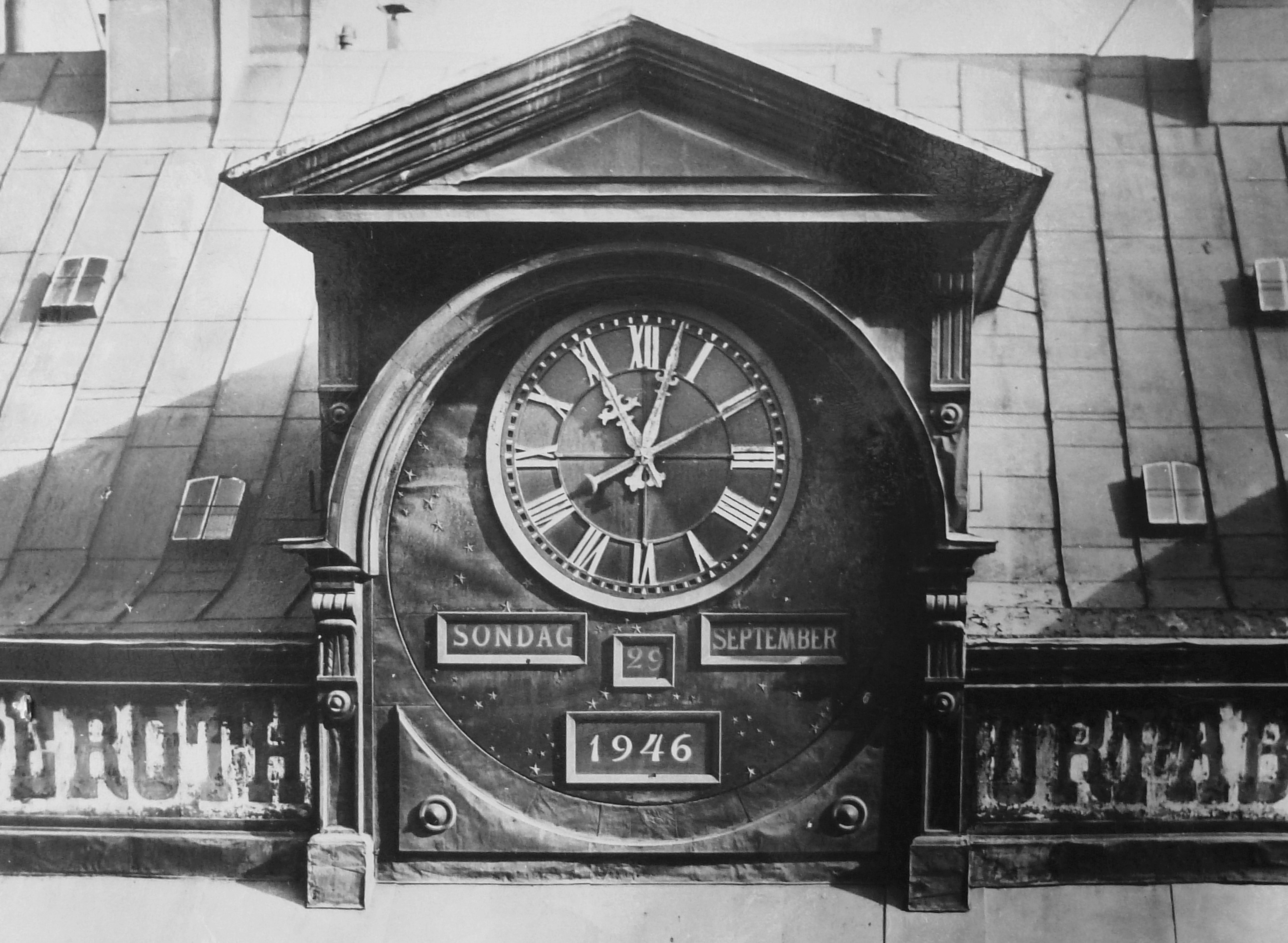
Linderoths urfabrik, 1946 Drottninggatan 28.

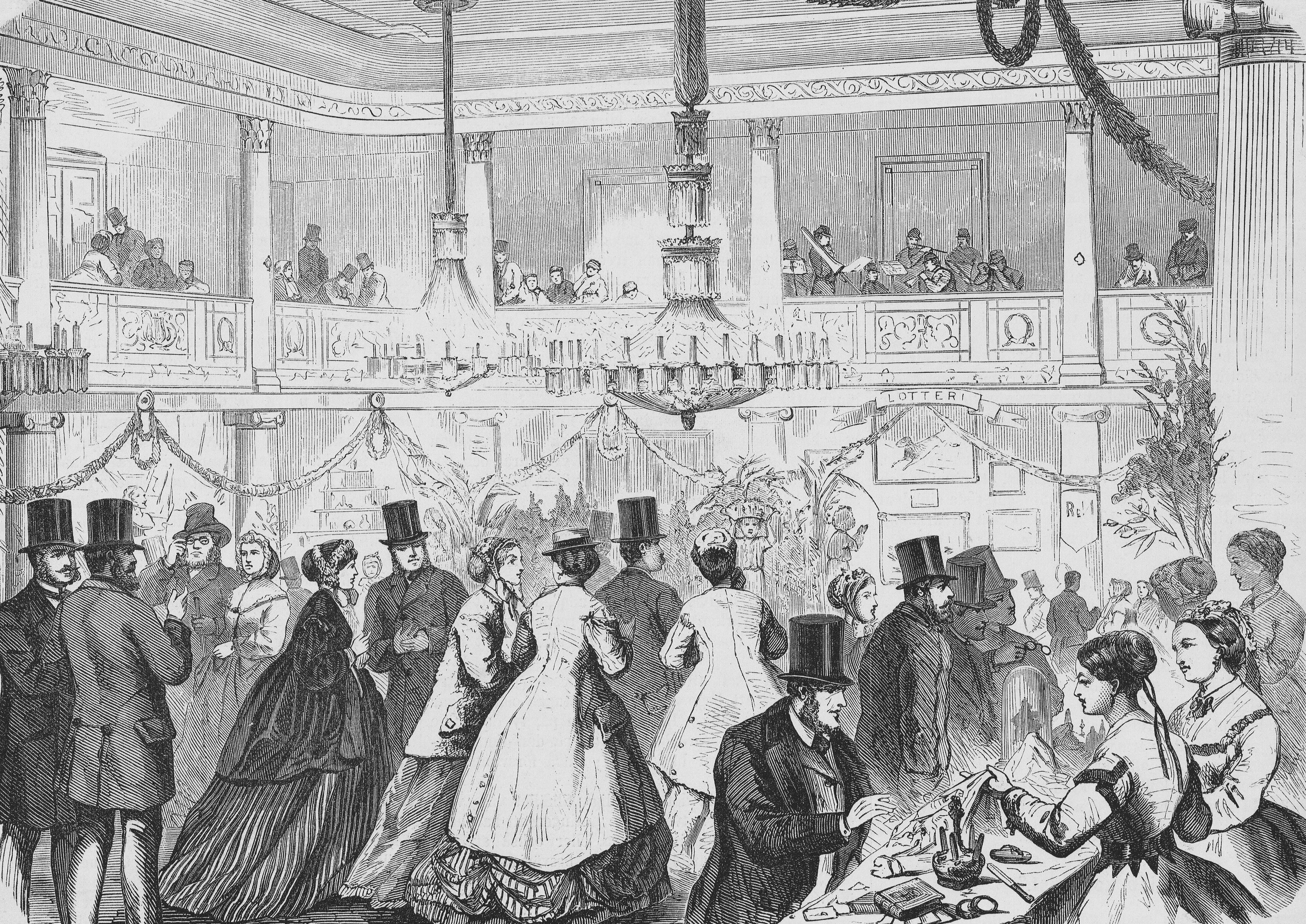
De la Croix salonger, 1868 Brunkebergstorg 15.
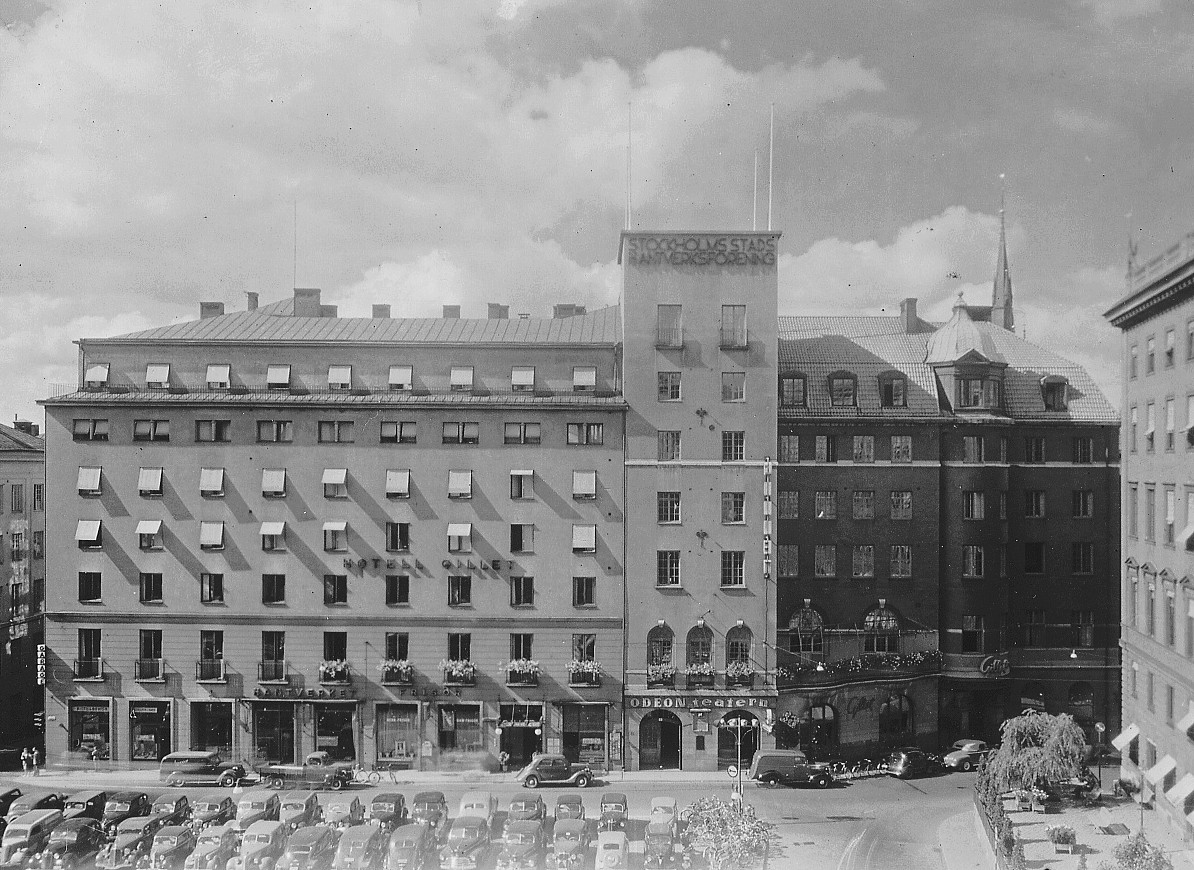
Hantverksföreningens hus, 1947 Brunkebergstorg 13–15.
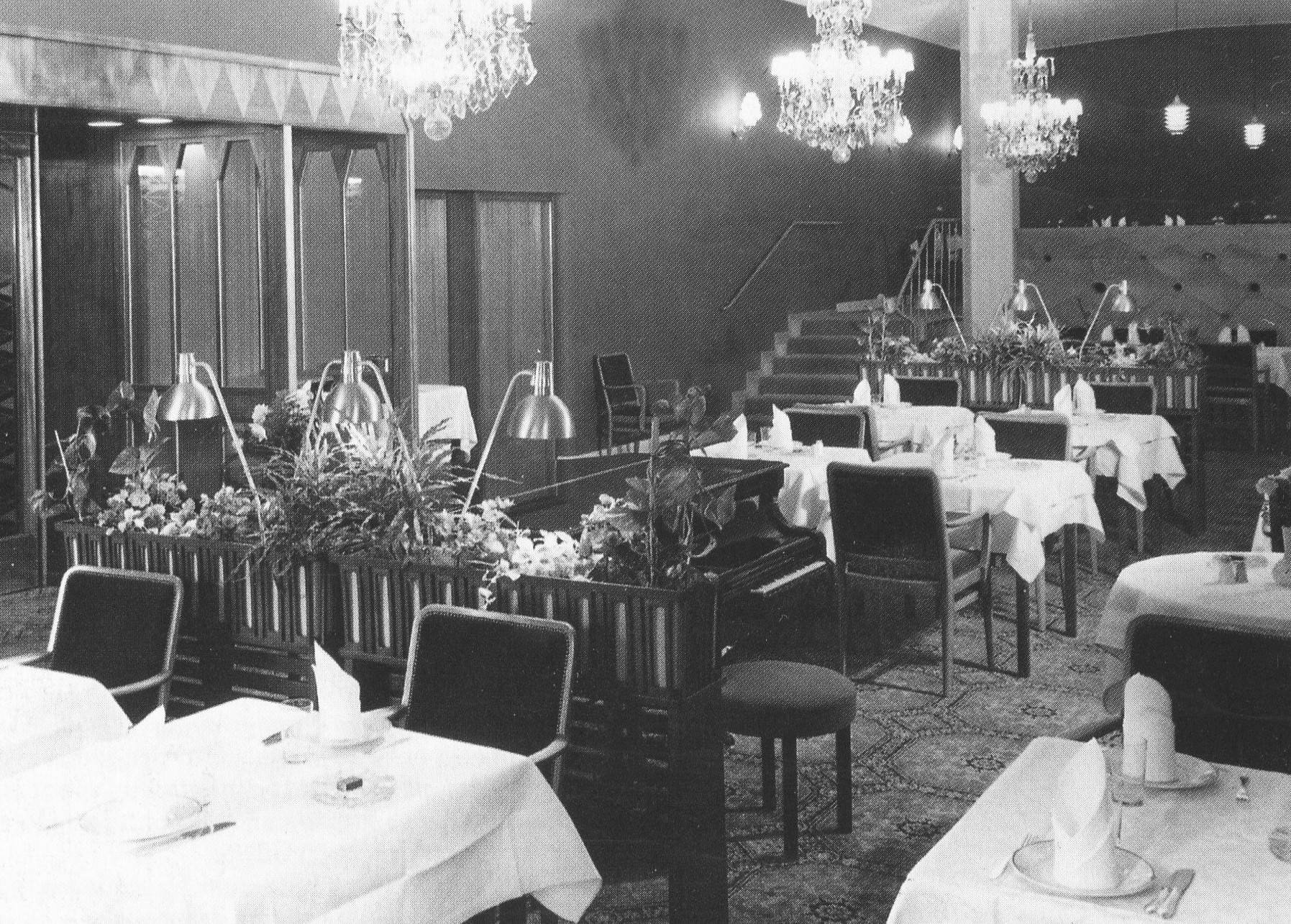
Hotell Gillet, 1940-tal Brunkebergstorg 15.
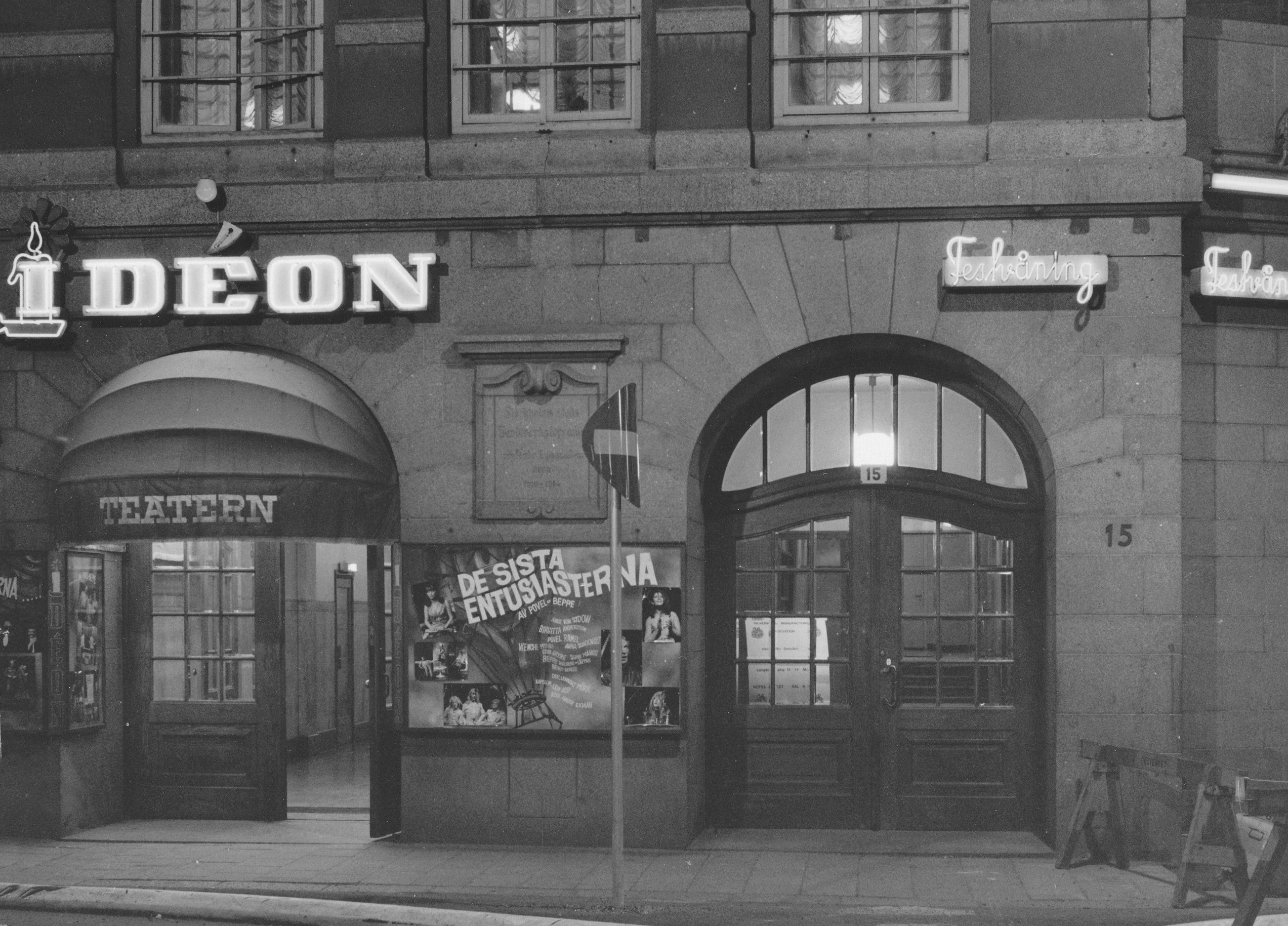
Idéonteatern, 1968 Brunkebergstorg 15.

## Nuvarande bebyggelse och verksamhet
- Kulturhuset (Skansen 23).[5]
- Stockholms stadsteater (Skansen 23).[6]
- Riksbankshuset (Skansen 20).[7]
- Sergel Plaza (Skansen 18).[8]

### Nutida bilder

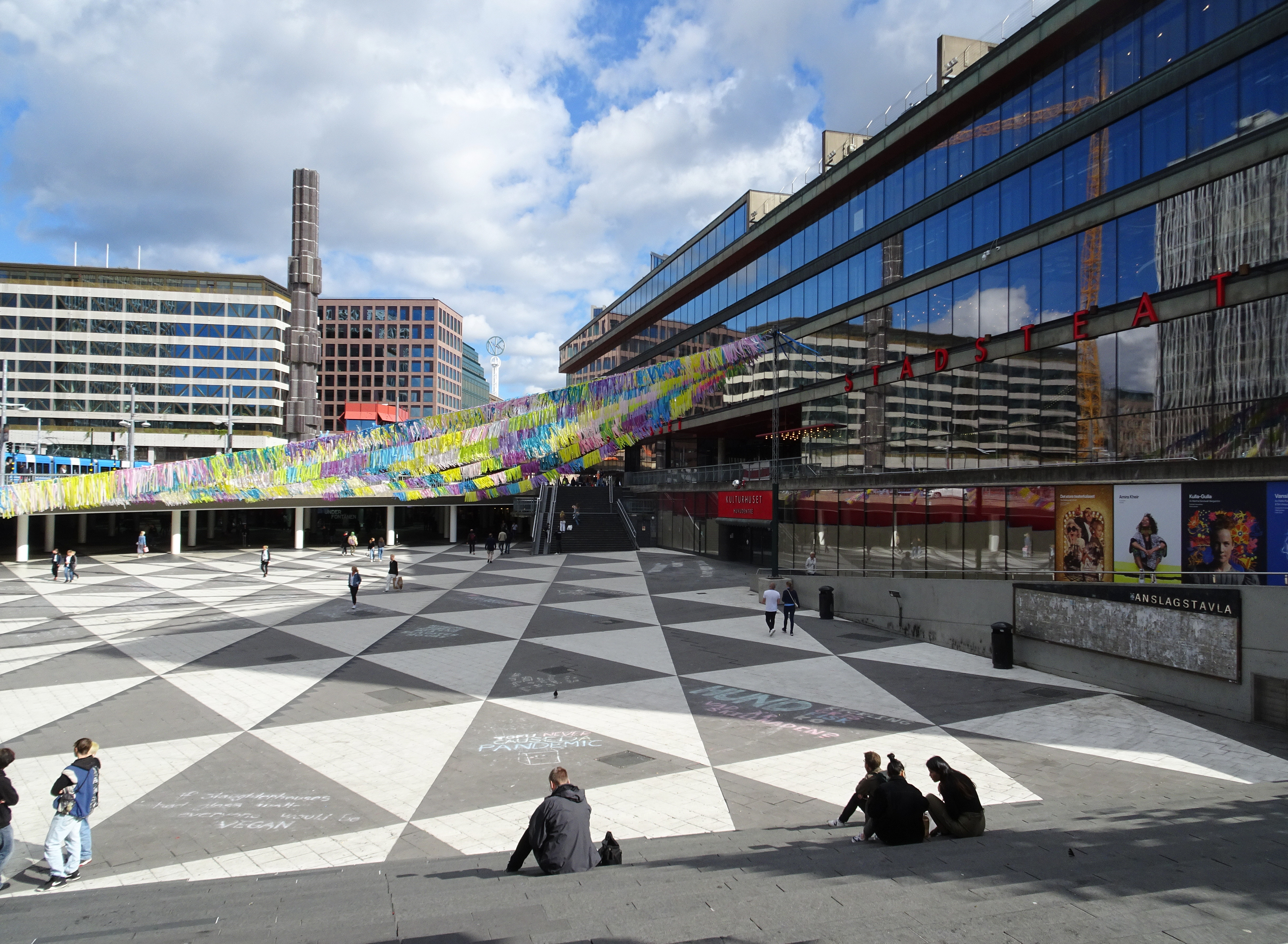
Sergels torg och Kulturhuset.
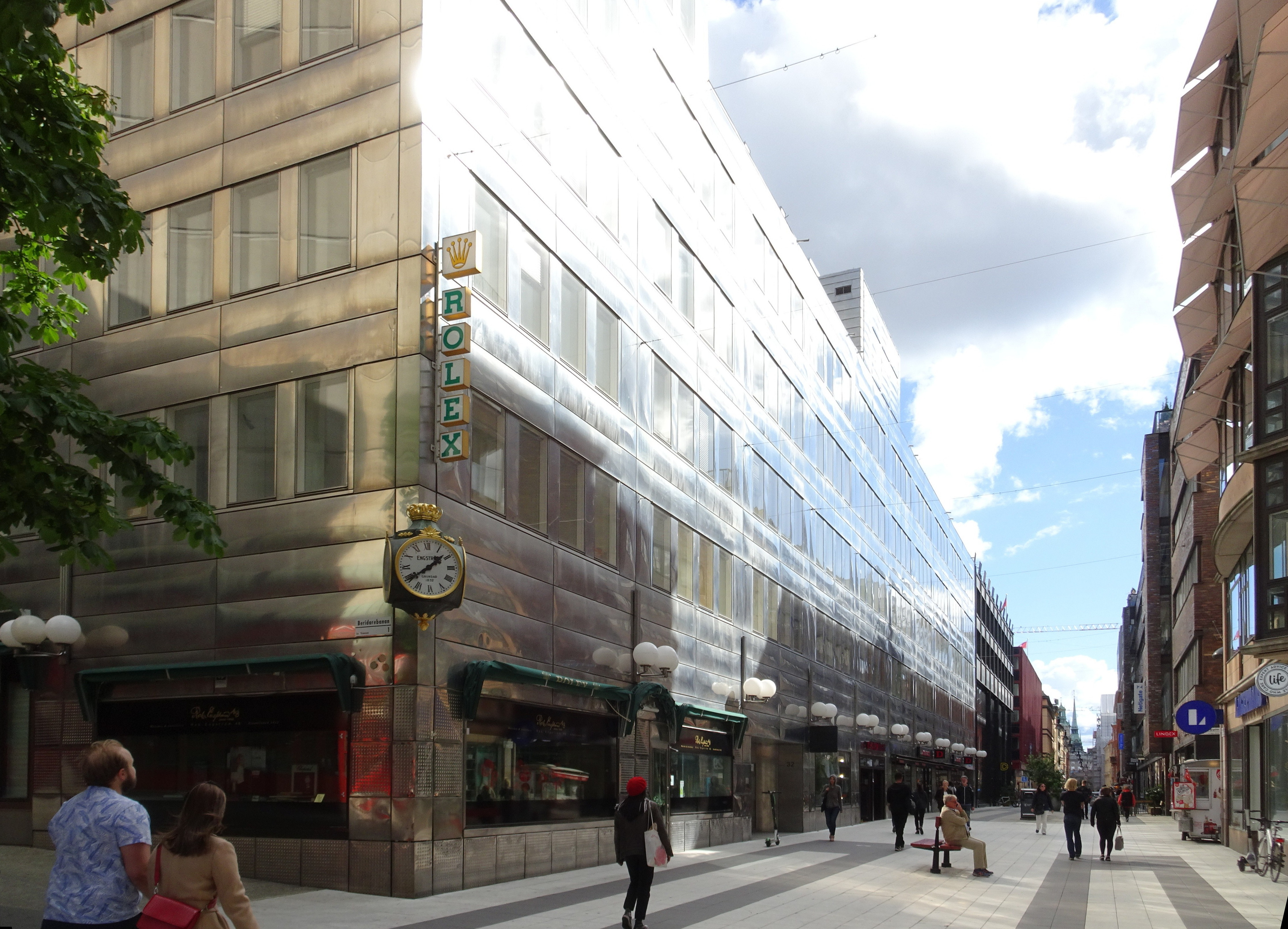
Stockholms stadsteater (mot Drottninggatan).
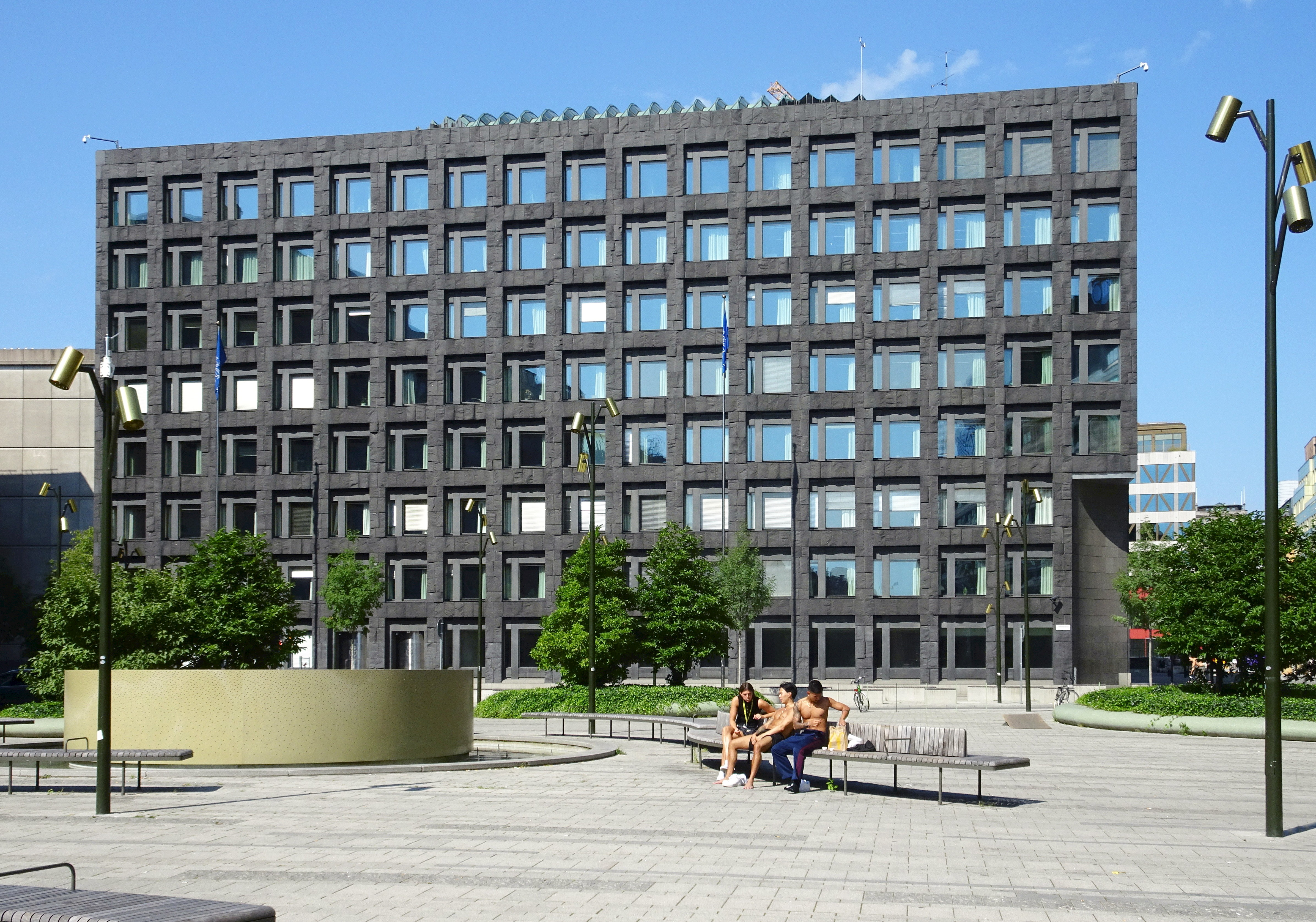
Riksbankshuset (mot Brunkebergstorg).
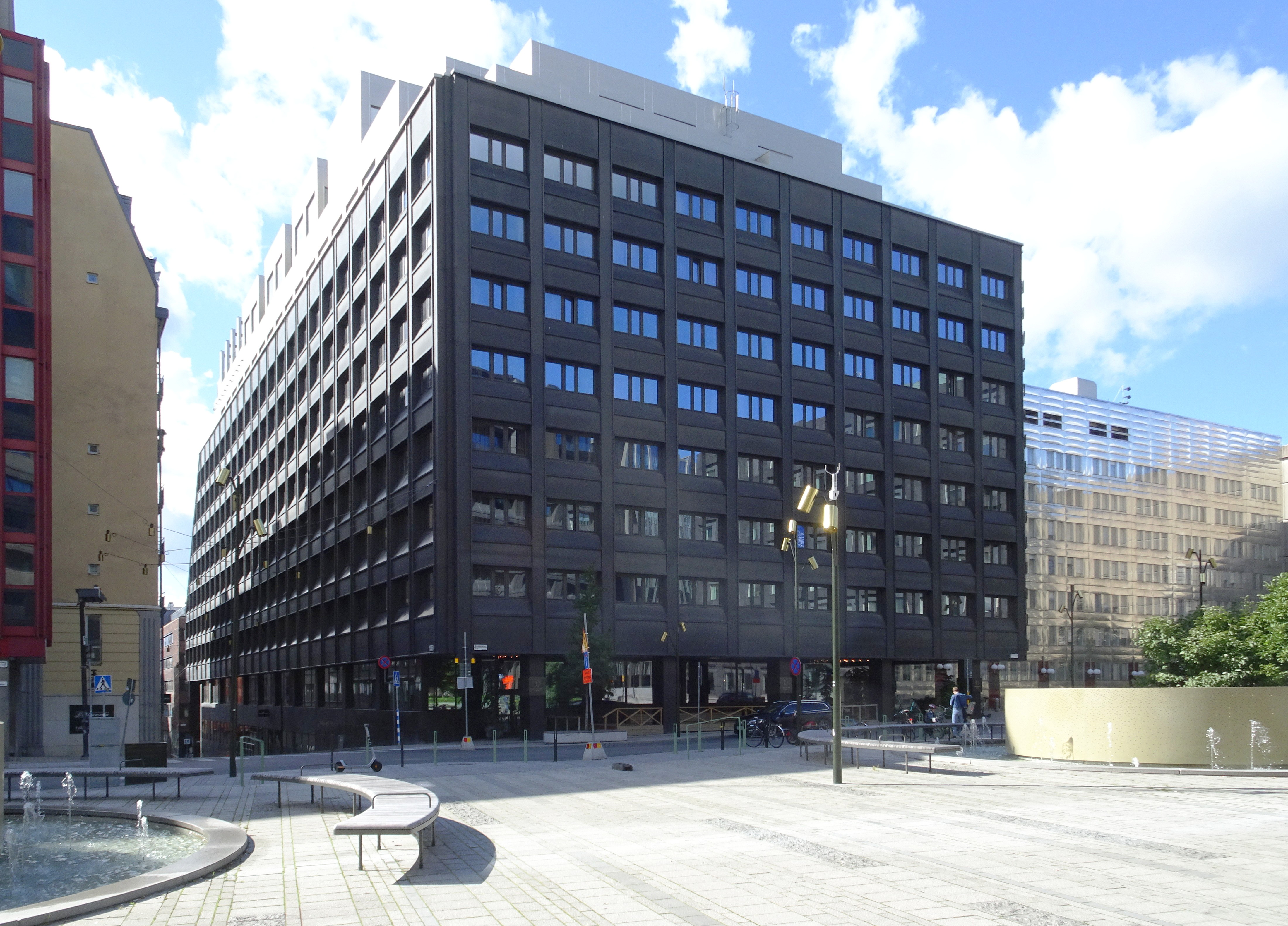
Sergel Plaza (mot Brunkebergstorg).